# Bengo
O Bengo  é uma das 18 províncias de Angola, localizada na região centro-norte do país, sendo adjacente à província de Luanda. Sua capital está na cidade de Caxito, no município de Dande.
Segundo as projeções populacionais de 2018, elaboradas pelo Instituto Nacional de Estatística, conta com uma população de 429.322 habitantes e com uma área de 31 371 km², sendo a província menos povoada de Angola.
Compõe-se de seis municípios: Ambriz, Bula Atumba, Dande, Dembos, Nambuangongo e Pango Aluquém.

## História

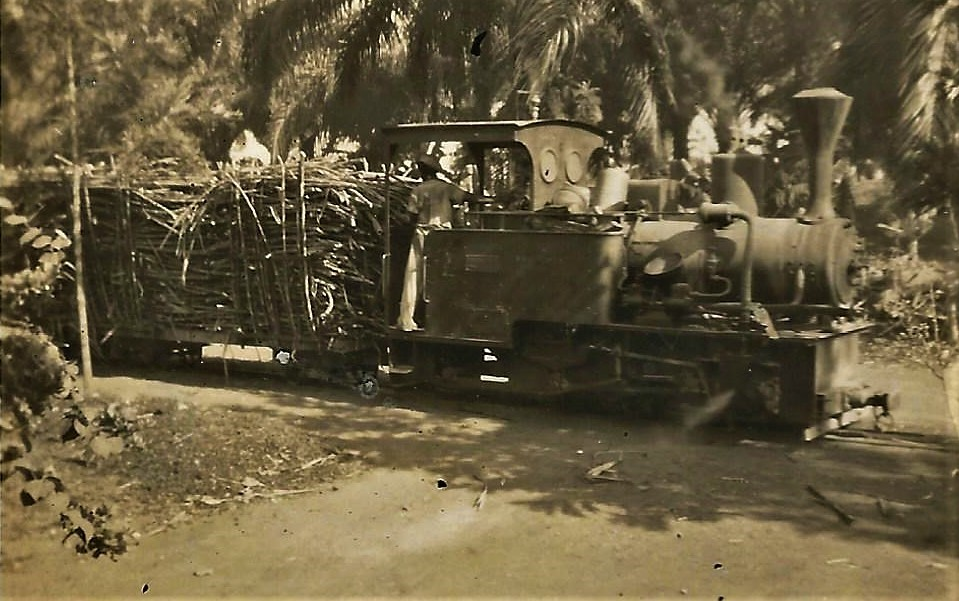
Uma composição do Ramal do Alto Dande, do Caminho de Ferro de Luanda, carregada de cana da Fazenda Tentativa, propriedade da Companhia do Açúcar de Angola, situada no Caxito (Alto Dande). Registro de 1942.

Situada na região onde a influência portuguesa directa se fez sentir desde a fundação da cidade de Luanda como cabeça de ponte colonial, no século XV, o Bengo inicialmente fez parte do antigo Reino do Dongo.

### Os distritos de Ambriz e Dembos
Em 1810, pela primeira vez a região é afetada por uma grande reforma administrativa, com a criação do distrito dos Dembos, com sede em Quibaxe, a partir da repartição do distrito de Golungo Alto. Essa divisão administrativa dura até 1857, quando o distrito dos Dembos é integrado ao distrito de Luanda.
Em 1861 recria-se novamente, porém com o nome de distrito do Ambriz, com sede em Ambriz, configuração administrativa que resiste até 1866, quando é novamente extinto, integrado à Luanda.

### Estado Livre de Angola
Durante a Guerra de Independência de Angola, foi em território benguense que ocorreu um dos mais notáveis episódios do conflito, quando guerrilheiros da União das Populações de Angola (UPA; depois FNLA), nos ataques ao norte de Angola em 1961, expulsaram os portugueses e ocuparam a comuna-sede do município de Nambuangongo, declarando a localidade como capital do "Estado Livre de Angola", fazendo do atual Bengo a primeira experiência de um território libertado angolano com autogoverno. A icônica capital Nambuangongo somente conseguiu ser reconquistada em 6 de agosto do mesmo ano, após longo esforço português.

### Recriação da província
A província constitui uma unidade administrativa finalmente em 26 de abril de 1980, a partir da divisão da província do Cuanza Norte, criando-se o distrito do Bengo, com sede no Caxito. Três municípios do Cuanza Norte foram transferidos para a nova província, nomeadamente, Pango Aluquém, Dembos e Bula Atumba.
Por posterior decisão da Assembleia Nacional, pela Lei n.º 29/11, de 1 de setembro de 2011, os municípios do Ícolo e Bengo e Quissama foram desanexados da província do Bengo e integrados na de Luanda.

## Geografia
A província do Bengo limita-se ao norte com as províncias do Zaire e Uíge; ao leste com a província do Cuanza Norte; ao sul com a província de Luanda, e; ao oeste com o Oceano Atlântico.
Até 2011 tinha sob sua jurisdição os municípios de Ícolo e Bengo e Quissama, quando estes foram anexados à província de Luanda.

### Clima
Enquanto que na faixa litorânea da província prevalece, segundo a classificação climática de Köppen-Geiger, o clima semiárido quente (BSh), na região interiorana é dominante o clima tropical de savana (Aw/As).

### Patrimônio natural
A Reserva Florestal de Quibinda e o Parque Nacional de Ambriz formam as duas maiores áreas de preservação permanente desta província.

### Zonas litorâneas
A província possui pelo menos três zonas litorâneas importantes, sendo a enseada do Cacuaco, a baía do Dande-Catumbo e o complexo estuarino de Loge-Ambriz, onde há o estratégico porto de Ambriz.

### Demografia
Tradicionalmente a província do Bengo é habitada por uma maioria étnica de ambundos, que, desde a Guerra de Independência de Angola passou a coexistir com um número considerável de congos e de ovimbundos no seu território. Nas últimas décadas, o enorme crescimento demográfico de Luanda fez com que uma certa parte da sua população fosse morar no Bengo onde as camadas económicamente privilegiadas de Luanda passaram também a construir um número crescente de residências secundárias.

## Economia

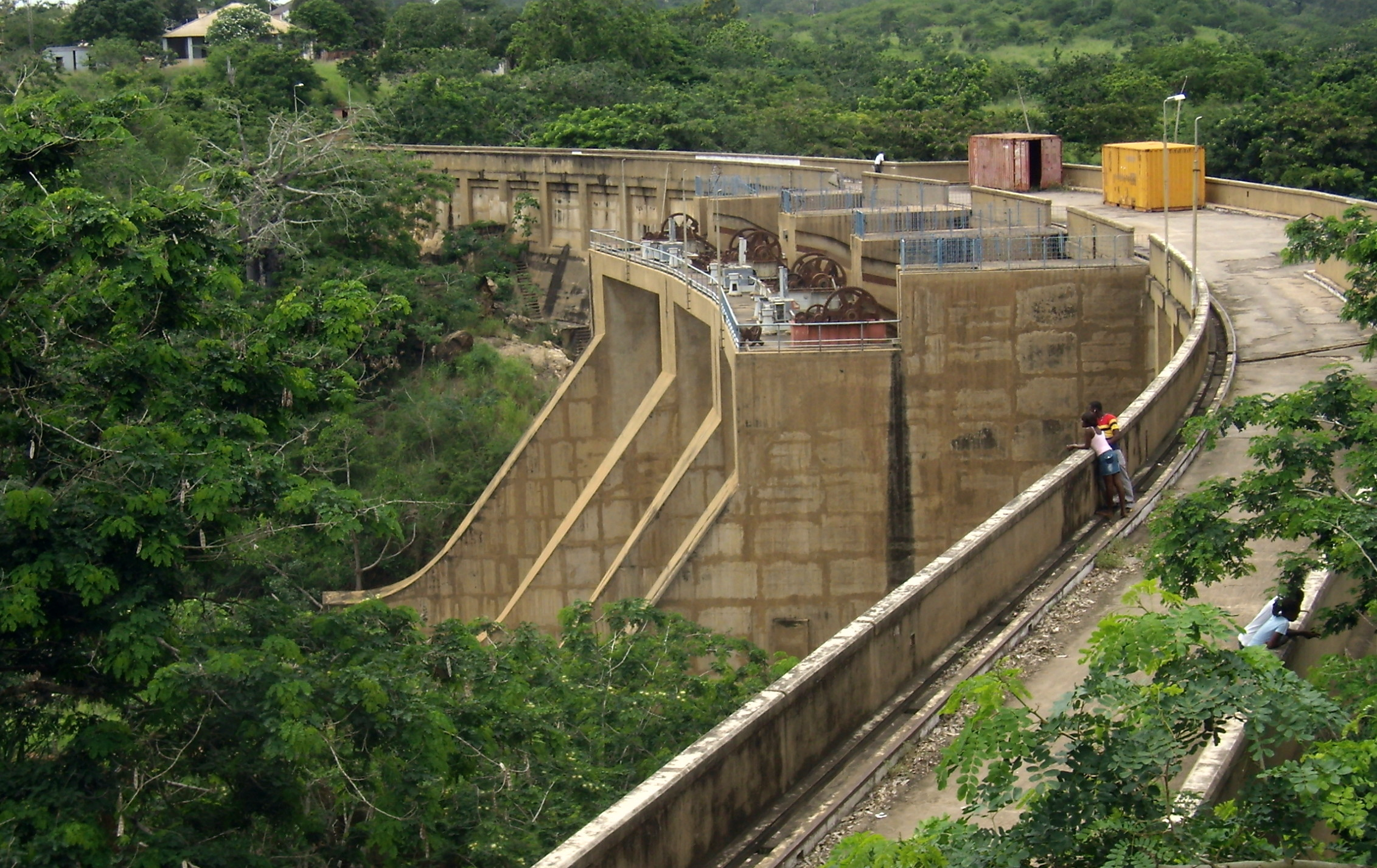
Central Hidroelétrica de Mabubas, em 2007

Antes da divisão administrativa de 2011, a província tinha uma economia relativamente dinâmica, porém muito dependente da motriz econômica de Luanda. A perda de Ícolo e Bengo e Quissama afetou, respectivamente, os setores industriais e de comércio e serviços, pois ambas municipalidades eram especializadas em tais segmentos. Outro fato importante é que a dependência de Luanda aumentou, embora que os encargos administrativos diminuíram.

### Agropecuária e extrativismo
O setor agropecuário detém muita importância para a província, principalmente pelas grandes lavouras temporárias que servem de subsistência e suprimento ao restante do país, com destaque à cultura do algodão, ananás, mandioca, rícino, feijão, cana-de-açúcar e massambala.
Já as culturas permanentes têm como destaque a palmeira de dendém, hortícolas diversas, citrinos, as imensas plantações de banana, goiaba, mamão e a tradicional lavoura do café.
A pecuária é especializada na criação de bovinos, caprinos e suínos, principalmente para corte e leite; em outro aspecto exite também atividades de criação de aves (para carne e leite) e piscícolas (pesca marítima e fluvial).

### Indústria e mineração
Na mineração industrial, registra-se a extração de urânio, de quartzo, de feldspato, de gesso, de enxofre, de caulino, de calcário-dolomite, de ferro e de mica.
O setor industrial está especializado na geração hidroelétrica, na fabricação de materiais de construção, em fábricas de alimentos (em especial agroindústrias) e bebidas, no setor têxtil (beneficiamento do sisal), e na siderurgia.

### Comércio e serviços
O setor de comercio está concentrado em Caxito, resumindo-se aos centros atacadistas de distribuição de alimentos e produtos básicos para a província, e; o setor de serviços está ligado ao turismo dos parques públicos e praias marítimas do Bengo.
Nos serviços logísticos além do porto de Ambriz, há o porto do Dande (em Barra do Dande), o único de águas profundas da província do Bengo, que serve de suporte direto ao porto de Luanda.

## Cultura e lazer
Algumas das principais celebrações religiosas benguenses são a Procissão de Santa Ana de Caxito e a Procissão de Nossa Senhora da Muxima, de cariz católica, e a Festa da Quianda da Lagoa do Ibendoa, relacionada ao culto da Quianda.